# Johannes Theobald
Johannes Theobald (Stuttgart, 22 februari 1987) is een autocoureur uit Duitsland die anno 2010 deelneemt aan de Formule 2, waar zijn broer Julian ook aan deelneemt.

## Carrière
- 2003: Formule König, team onbekend.
- 2004: Formule König, team Böhm Motorsport (2e in kampioenschap).
- 2005: Duitse Formule 3-kampioenschap, team SMS Seyffarth Junior Team.
- 2006: Duitse Formule 3-kampioenschap - Trofeeklasse, team SMS Seyffarth Motorsport (3 overwinningen, 2e in kampioenschap).
- 2006: Duitse Formule 3-kampioenschap - Overall, team SMS Seyffarth Motorsport.
- 2007: Duitse Formule 3-kampioenschap, team Josef Kaufmann Racing (2 races).
- 2007: Formule Renault 3.5 Series, team EuroInternational (2 races).
- 2010: Formule 2, team MotorSport Vision (4 races).